# Нижний Рогой
Нижний Рогой — река в России, протекает по Пудожскому району Карелии.
Исток — Рогозеро. Протекает через озёра Среднее и Малое. Устье реки находится в 10 км по левому берегу реки Сума. Длина реки составляет 16 км, площадь водосборного бассейна — 98,9 км².

## Данные водного реестра
По данным государственного водного реестра России относится к Балтийскому бассейновому округу, водохозяйственный участок реки — Водла, речной подбассейн реки — Свирь (включая реки бассейна Онежского озера). Относится к речному бассейну реки Нева (включая бассейны рек Онежского и Ладожского озера).
Код объекта в государственном водном реестре — 01040100412102000016883.